# Mimosa longipes
Mimosa longipes är en ärtväxtart som beskrevs av George Bentham. Mimosa longipes ingår i släktet mimosor, och familjen ärtväxter. IUCN kategoriserar arten globalt som starkt hotad. Inga underarter finns listade i Catalogue of Life.